# デリック・ラシック
デリック・ラシック（Derrick Owens Lassic, 1970年1月26日- ）はニューヨーク州ハバーストロー出身の元アメリカンフットボール選手。1993年から1995年までNFLのダラス・カウボーイズ、カロライナ・パンサーズに所属した。ポジションはRB。
ジーン・スターリングヘッドコーチの下でのアラバマ大学時代、1992年12月5日に行われた、フロリダ大学（RBにエリック・レットを擁した。）とのサウスイースタン・カンファレンスの決勝戦で2TD、翌1993年1月1日に行われたマイアミ大学（QBはジノ・トレッタ）とのシュガーボウルで135ヤードを走り、2TDをあげる活躍を見せて彼はこの試合のMVPに選ばれ、チームは全米1位となった。
1993年のNFLドラフトでは4巡目でダラス・カウボーイズに指名されて入団した。スーパーボウルチャンピオンとなったこの年、エースRBのエミット・スミスがチームとの契約に不満を持ち、ホールドアウトしてチームに合流していなかった。そのため彼は2試合に先発出場したがチームは連敗した。1993年レギュラーシーズン終了後の第28回スーパーボウルのロースターに登録され、スーパーボウルリングを手に入れた。1994年の開幕前にひざを故障してシーズン絶望となった。1995年のエクスパンションドラフトでカロライナ・パンサーズに指名されて移籍、そのシーズンで現役から引退した。
1999年に公開された映画、エニイ・ギブン・サンデーに出演している。